# Iglesia principal de Nuestra Señora de la Asunción y San Gregorio (Londres)

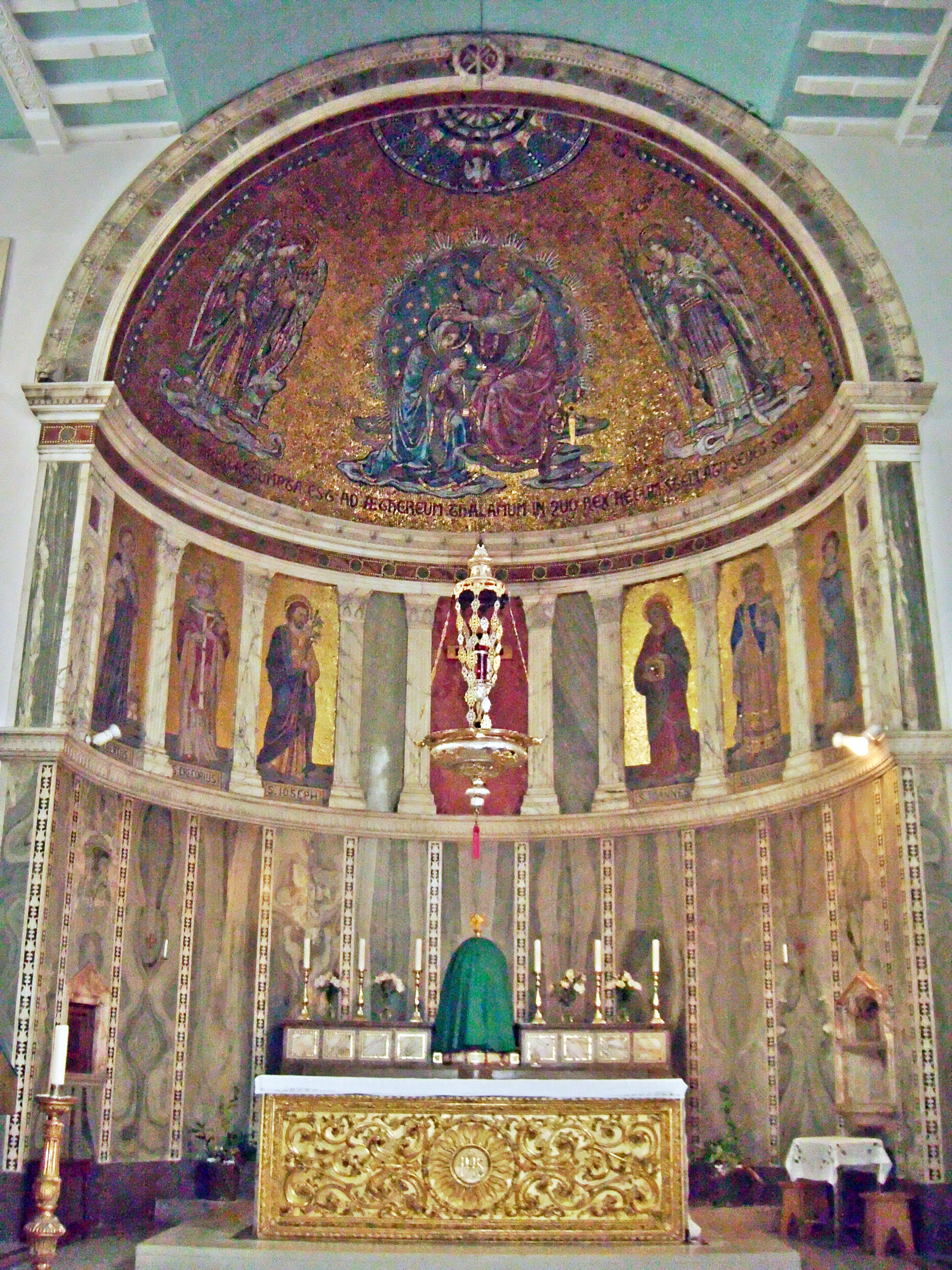
Vista interna.

La iglesia Principal de Nuestra Señora de la Asunción y San Gregorio o simplemente iglesia de Nuestra Señora de la Asunción y San Gregorio (en inglés: Principal Church of Our Lady of the Assumption and St Gregory) es una iglesia católica de rito anglicano con el estatus de catedral en la calle Warwick, Westminster en Inglaterra, Reino Unido. Fue construida entre 1789 y 1790 con el diseño de  Joseph Bonomi el Viejo.  La única capilla católica  sobreviviente del siglo XVIII en Londres, es un edificio catalogado de Grado II *.
Los orígenes de la iglesia se encuentran en la capilla establecida en la década de 1730 en la Embajada de Portugal en la Plaza de Oro. En este momento, con las leyes penales inglesas vigentes, la mayoría de las capillas católicas existían bajo la protección, y dentro de los recintos de las embajadas extranjeras.  La responsabilidad de la capilla pasó a la embajada bávara en 1747 pero fue destruida en los disturbios de Gordon en 1780. La iglesia de reemplazo fue diseñada por Joseph Bonomi el Viejo, un arquitecto y dibujante italiano, que se había trasladado a Londres en 1767 para trabajar en la práctica profesional de los hermanos Robert y James Adam.
La iglesia ha atraído a muchos adoradores católicos prominentes, incluyendo a la sra. Fitzherbert, quien fue sacramentalmente, pero no civilmente casada con Jorge IV,  y el cardenal Newman. El novelista Evelyn Waugh tuvo su segunda boda aquí en 1937.  En 1983, la misa fúnebre de Ralph Richardson, un católico devoto, se llevó a cabo en la iglesia.
El 24 de marzo de 2013 bajo el pontificado del papa Francisco se convirtió en la iglesia principal del ordinariato personal de Nuestra Señora de Walsingham.